# Macrognathus aculeatus
Macrognathus aculeatus is een straalvinnige vissensoort uit de familie van stekelalen (Mastacembelidae). De wetenschappelijke naam van de soort is voor het eerst geldig gepubliceerd in 1786 door Bloch.